# I Don't Play Guitar
I Don't Play Guitar è l'album di debutto della cantante finlandese Ninja Sarasalo, pubblicato il 31 gennaio 2007 su etichetta discografica PopYhtiö.

## Tracce
1. Fashion – 3:07 (Marcus Granberg, Patric Sarin)
2. Pink Lagoon – 3:05 (Marcus Granberg, Patric Sarin)
3. Champagne – 3:07 (Marcus Granberg, Patric Sarin)
4. Hush Hush – 3:16 (Patric Sarin, Jukka Immonen)
5. Time – 4:01 (Patric Sarin, Ninja Sarasalo)
6. Hey Tokyo – 3:17 (Marcus Granberg, Anssi Honkanen, Leina Ogihara, Shigeki Tamura)
7. I Don't Play Guitar – 3:00 (Patric Sarin)
8. Chemical Rush – 3:22 (Jimi Venue, Elena Mady)
9. Radio Star – 3:59 (Susan Nova)
10. Je t'aime... moi non plus – 5:19 (Serge Gainsbourg)